# Urolophus kapalensis
Urolophus kapalensis is een soort doornrog uit de familie Urolophidae en is endemisch in kustwater van zuidoost Queensland en New South Wales in Australië.  De rog wordt aangetroffen op een diepte van 10 tot 130 meter en wordt ca. 50cm lang.